# آندره‌آ فوئنتس
آندره‌آ فوئنتس (اسپانیایی: Andrea Fuentes‎؛ زادهٔ ۷ آوریل ۱۹۸۳) شناگر شنای موزون اهل اسپانیا است.
وی در مسابقات کشوری و بین‌المللی در مجموع برندهٔ ۶ مدال طلا، ۱۶ مدال نقره، ۹ مدال برنز شده‌است.